# 2009 en Islande
Chronologie de l'Islande
- 2005
- 2006
- 2007
- 2008
- 2009
- 2010
- 2011
- 2012
- 2013

Cet article présente les faits marquants de l'année 2009 en Islande.

## Évènements

### Janvier
- Vendredi 22 janvier 2009 : sous la pression de la population qui multiplie les manifestations, le premier ministre Geir Haarde annonce la tenue d'élections anticipées le 9 mai au lieu de 2011 et dévoile qu'il ne se représenterait pas pour des raisons de santé. L'Islande, petite île de 320 000 habitants non membre de l'Union européenne, qui avait basé sa prospérité sur un secteur bancaire hypertrophié, a vu son économie terrassée par la crise internationale, lorsqu'en octobre 2008, le gouvernement a été contraint de prendre le contrôle à la hâte des trois premières banques du pays, à court de liquidités, suscitant la colère des habitants dont nombre ont perdu leur emploi et ont vu leurs économies partir en fumée.

- Samedi 23 janvier 2009 : quelque cinq mille manifestants exigent la démission immédiate du gouvernement. Un sondage montre une baisse importante de la cote du popularité de la coalition gouvernementale, conservateurs et sociaux-démocrates, au profit du parti Gauche-Verts.

- Lundi 26 janvier 2009 : le premier ministre Geir Haarde annonce la démission immédiate de son gouvernement, conséquence de la crise économique qui secoue le pays depuis quatre mois. Le parti de l'Indépendance (centre-droit) du premier ministre gouvernait le pays avec le parti social-démocrate depuis mai 2007[1].

- Mardi 27 janvier 2009 : le ministère de la Pêche, décide l'intensification de la chasse commerciale à la baleine, qui avait repris en 2006, en multipliant par six les quotas de prises pour les cinq prochaines années.

- Mercredi 28 janvier 2009 : l'inflation s'est encore accélérée en janvier pour atteindre le taux record de 18,6 % en glissement annuel contre 18,1 % en décembre. Le pays de 320 000 habitants ruiné par la crise financière a vu sa monnaie perdre près de la moitié de sa valeur en 2008.

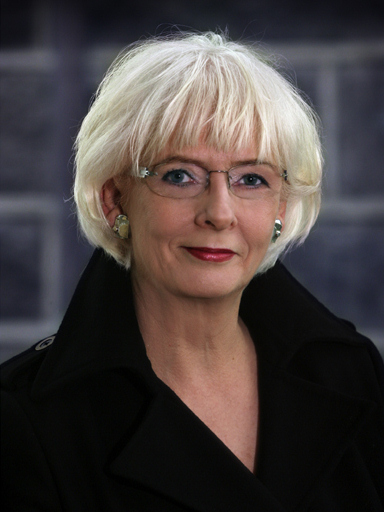
Johanna Sigurdardottir (janvier 2009)

### Février
- Dimanche 1er février 2009 :  la sociale-démocrate Johanna Sigurdardottir (66 ans) devient la nouvelle première ministre du gouvernement centre gauche formé par le Parti social-démocrate et le parti Gauche-Verts. Le président Olafur Ragnar Grimsson l'a chargée de compléter la liste de son cabinet. La coalition est  minoritaire au Parlement mais pourra  compter sur le soutien du Parti du progrès (centre). Elle remplace le premier ministre Geir Haarde, contraint à la démission le 26 janvier par des manifestations populaires d'Islandais ayant perdu leur épargne et leur emploi à cause de la crise financière et économique qui a mis l'île au bord du gouffre, contraignant Reykjavik à prendre le contrôle des grandes banques tandis que la monnaie islandaise s'effondrait. Des élections anticipées vont être organisées d'ici l'été.

- Mardi 3 février 2009 : la nouvelle première ministre islandaise, Johanna Sigurdardottir, estime  qu'adhérer à l'Union européenne et adopter l'euro est « la meilleure option » pour l'Islande  dont le secteur financier a été terrassé à l'automne dernier sous l'effet de la crise internationale et qui depuis s'efforce difficilement de s'extirper de la grave crise économique. Cependant son gouvernement qui comprend des euro-sceptiques étudie une autre option, celle d'une coopération monétaire avec la Norvège, qui sera évoquée avec la ministre norvégienne des Finances, Kristin Halvorsen, lors de sa prochaine visite à Reykjavik en fin de semaine[2].

- Jeudi 26 février 2009 : le parlement islandais adopte une loi modifiant la gouvernance de la Banque centrale afin de contraindre à la démission son gouverneur très critiqué, David Oddsson, considéré comme l'un des responsables de l'effondrement du secteur financier du pays en tant qu'artisan de la dérégulation financière islandaise lorsqu'il était Premier ministre. Il est finalement remplacé par un Norvégien.

### Mars
- Jeudi 19 mars 2009 : selon l'Office national de la statistique, l'Islande, peuplée de 320 000 habitants, a enregistré l'an passé un taux de fécondité de 2,14 enfants par femme, un record en Europe, « la principale raison est le congé paternel mis en place vers 2000 et le fait que l'État paie 80 % du salaire pendant le congé ». Les parents peuvent prendre au total neuf mois de congés parentaux : trois mois pour la mère, trois mois pour le père et trois mois à répartir indifféremment entre les parents. Près des deux tiers des bébés de l'île sont nés hors mariage et 13,3 % sont nés de parents ne vivant pas ensemble.

### Avril
- Dimanche 26 avril 2009, élections législatives : la coalition de gauche — Sociaux-démocrates (20 sièges), Gauche-Verts (14 sièges) — , obtenant pour la première fois la majorité à la chambre avec 34 sièges sur 63, remporte une victoire historique sur le parti conservateur du Parti de l'indépendance chassé du gouvernement en janvier par la crise économique après 18 ans au pouvoir.

### Mai
- Dimanche 10 mai 2009 : le nouveau gouvernement, dans sa déclaration de politique générale, annonce vouloir soumettre au vote du parlement une demande de candidature à l'Union européenne si possible avant juillet. D'autre part, le nouveau gouvernement annonce un retour à l'équilibre budgétaire du pays en 2013 et une série de mesures pour restructurer le secteur bancaire et relancer l'économie. Dans le même temps le gouvernement compte mettre en œuvre « un ambitieux plan de création d'emplois et d'innovation pour rétablir la position de l'Islande parmi les pays les plus énergiques et compétitifs du monde à l'horizon 2020 » et envisage aussi d'assouplir le contrôle des changes, réorganiser le secteur des entreprises de pêche, négocier un pacte de stabilité avec les partenaires sociaux, nommer un nouvel exécutif à la tête de la Banque centrale.

- Vendredi 29 mai 2009 : le chef de la mission du FMI en Islande juge « très risquée » une nouvelle baisse des taux d'intérêt, au terme d'une visite de neuf jours dans l'île, dont le système financier s'est effondré en octobre dernier.

### Juin
- Jeudi 4 juin 2009 : la banque centrale annonce la baisse de son principal taux directeur de 1 point, retrouvant à 12,0 % le niveau pratiqué avant la crise financière qui a mis à bas l'économie de l'île. C'est la quatrième baisse des taux en l'espace de trois mois.

### Juillet
- Jeudi 16 juillet 2009 : le Parlement islandais s'est déclaré favorable au dépôt d'une candidature d'adhésion à l'Union européenne par 33 députés "pour", 28 "contre" et 2 "abstentions". Le ministre de l'Agriculture et de la pêche Jon Bjarnason a voté "contre".  L'application des quotas européens sur la pêche est le principal obstacle à l'entrée de l'Islande comme 28e pays de l'UE, alors que Reykjavík applique déjà par ailleurs une très grande partie de la réglementation européenne de par son appartenance à l'espace économique européen. Au terme des négociations le peuple islandais décidera par référendum.

- Vendredi 17 juillet 2009 : l'Islande a officiellement déposé sa candidature d'adhésion à l'Union européenne auprès de la présidence suédoise et de la Commission européenne. L'adhésion devra être soumise par référendum aux Islandais à l'issue des négociations avec l'UE.

- Lundi 20 juillet 2009 : l’État islandais annonce la recapitalisation des trois principales banques islandaises (Islandsbanki, New Kaupthing et New Landsbanki), qui avaient été nationalisées en urgence en octobre à cause de la crise financière internationale, à hauteur de 270 milliards de couronnes (1,5 milliard d'euros). Cette année, l'économie islandaise devrait subir une récession de plus de 10 %.

- Lundi 27 juillet 2009 : selon la présidence suédoise de l'UE, l'Islande ne bénéficiera pas d'une « procédure accélérée » pour intégrer l'Union européenne, même si l'île est plus avancée que les autres pays qui frappent à la porte du bloc des 27, « mais clairement la route sera moins longue pour l'Islande dans la mesure où ils sont déjà membres du marché commun et de l'espace Schengen » sans frontières, ce qui fait qu'elle applique déjà près de trois quarts des lois européennes. La prochaine étape technique est celle de la transmission de la demande de candidature[3].